# 吹奏楽のための序曲 (メンデルスゾーン)
吹奏楽のための序曲 ハ長調（Ouvertüre für Harmoniemusik in C-Dur）作品24は、フェリックス・メンデルスゾーンが作曲した吹奏楽曲。

## 概要
1824年の夏、当時15歳のメンデルスゾーンは、父や妹と共に北ドイツ、メクレンブルク＝シュヴェリーン大公国のバルト海沿岸（現メクレンブルク＝フォアポンメルン州ロストック郡）にあるバート・ドベラーン（Bad Doberan）へ避暑に旅行した。その際に同地の吹奏楽団のため作曲したのが、この曲の原型である。この時の楽譜は失われたが、1826年に復元され、さらに1838年に改訂された。
当初は11人の編成で「ノクトゥルノ」（夜想曲）というタイトルであったが、最終的には23本の管楽器と打楽器の形態になり、「ハルモニームジーク (Harmoniemusik) のための序曲」と名付けている。原曲ではバセットホルンも使用されているが、現代の吹奏楽編成に合わせた編曲も行われ、ロマン派時代の作曲家による数少ない吹奏楽のための作品として演奏されている。

## 編成
- 1824年/1826年版（ノクトゥルノ）
  - フルート 1
  - オーボエ 2
  - クラリネット 2
  - ファゴット 2
  - ホルン 2
  - トランペット 1
  - イングリッシュ・バスホルン 1

- 1838年版（序曲）
  - ピッコロ、フルート 各1
  - オーボエ 2
  - クラリネット（F管（小クラリネット）、C管） 各2
  - バセットホルン 2
  - ファゴット 2
  - コントラファゴット 1
  - ホルン（C、F管） 各2
  - トランペット（C管） 2
  - トロンボーン（アルト、テノール、バス） 各1
  - イングリッシュ・バスホルン 1
  - 打楽器（小太鼓、大太鼓、シンバル、トライアングル）

## 構成
アンダンテ ― アレグロ・ヴィヴァーチェ　ハ長調
序奏付きのソナタ形式。アンダンテの序奏（4分の3拍子）は、木管が美しく歌い、主部のアレグロ・ヴィヴァーチェ（4分の4拍子）は2つの主題を軸にして、活気な音楽が展開され、ベートーヴェンの交響曲第7番の第4楽章に似た面も見せる。